# Gagea bergii
Gagea bergii är en liljeväxtart som beskrevs av Dmitrij Litvinov. Gagea bergii ingår i Vårlökssläktet och i familjen liljeväxter. Inga underarter finns listade.